# اسمیترین‌ها
اسمیترین‌ها (به انگلیسی: Smithereens)، دومین قسمت از فصل پنجم مجموعه آنتولوژی علمی‌تخیلی بریتانیایی آینه سیاه است. فیلم‌نامه این قسمت توسط خالق سریال آینه سیاه یعنی چارلی بروکر نوشته شده و جیمز هوز وظیفه کارگردانی آن را برعهده داشته‌است. بعد از نفرت میان ملت این دومین قسمت از آینه سیاه است که هوز آن را کارگردانی کرده‌است. اسمیترین‌ها مثل دو اپیزود دیگر فصل پنجم در تاریخ ۵ ژوئن ۲۰۱۹ توسط توسط نت‌فلیکس منتشر شد. اندرو اسکات، دامسون ایدریس و توفر گریس بازیگران اصلی این اپیزود هستند. اسکات که در این اپیزود در نقش یک راننده تاکسی ظاهر شده‌است، خودش رانندگی بلد نیست و برای همین انجام مراحل فیلم‌برداری سختی زیادی برای عوامل داشت.
این اپیزود داستان شخصی به اسم کریس را دنبال می‌کند که به عنوان راننده تاکسی اینترنتی مشغول به کار است. کریس که گذشته‌ای دردناک و رازآلود دارد به علت نامعلومی یک شخص را می‌رباید و سپس از پلیس درخواست می‌کند تا بتواند با رئیس اصلی شرکت فناوری اسمیترین که بیلی باور نام دارد صحبت کند. اسمیترین‌ها با واکنش متوسطی از سوی منتقدان همراه بود. این قسمت به همراه خفه شو و برقص و سرود ملی تنها اپیزودهایی از سریال هستند که داستان آن در زمان حال رخ می‌دهد و عناصر علمی تخیلی در آن وجود ندارد.

## بازیگران
- اندرو اسکات
- دامسون ایدریس
- توفر گریس
- مونیکا دولان